# Johann Demel

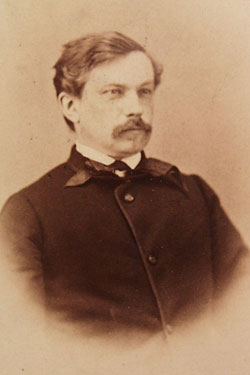
Johann Demel von Elswehr

Johann Nepomuk Demel (seit 1867 Ritter von Elswehr) (* 29. März 1825 in Teschen; † 15. September 1892 in Troppau) war ein österreichischer Jurist und Politiker.
Demel studierte von 1842 bis 1847 Rechtswissenschaften an der Universität Wien. 1850 wurde er ebenda promoviert und war danach Mitarbeiter in der väterlichen Anwaltskanzlei, später Anwalt in Dresden und in Bielitz. 1861–1892 war er Bürgermeister in Teschen, wo er seit 1864/65 auch als Notar und Anwalt tätig war. Von 1884 bis 1892 übte er das Amt des stellvertretenden Landeshauptmannes von Österreichisch-Schlesien in Troppau aus. 1860 wurden auf Demels Vorschlag die polnische und tschechische Sprache zur Hilfssprachen des Kronlands, aber später, als er mit Theodor Haase die Deutschliberale Partei im Teschener Schlesien führte, bekämpfte er die weiteren Initiativen der polnischen Nationalbewegung im Gebiet.
Er saß nach dem Rücktritt Josef Kalchegger von Kalchbergs vom 10. Oktober 1848 bis 18. Juni 1849 in der Frankfurter Nationalversammlung für den Wahlkreis Österreichisch-Schlesien (Teschen) als Mitglied der Deutschliberalen Verfassungspartei und der Fraktion Deutscher Hof.

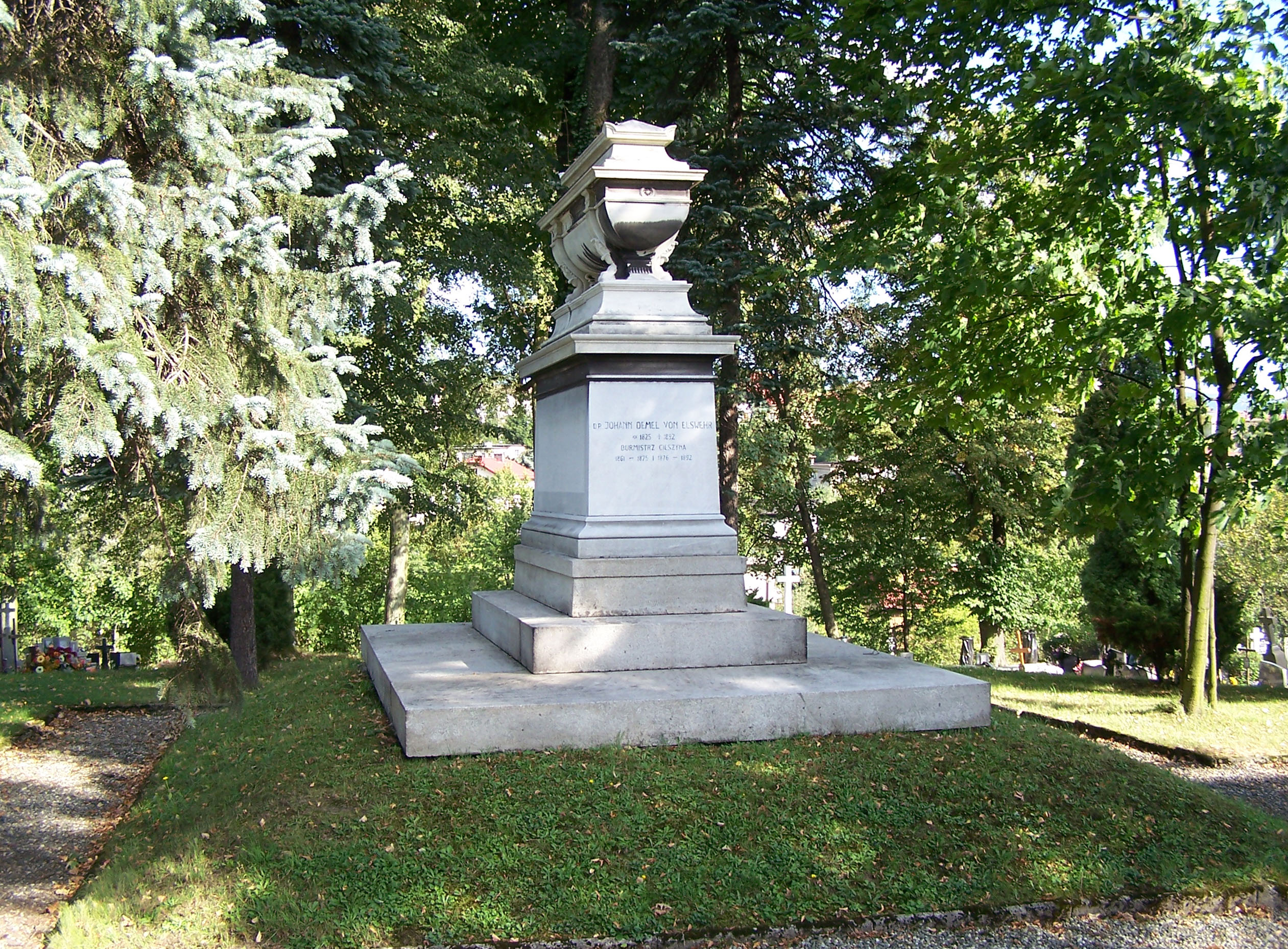
Grabmal in Teschen

Von 1861 bis 1892 war er Mitglied des Österreichisch-schlesischen Landtags und Mitglied des Landtagspräsidiums. In derselben Zeitspanne war er als Altliberaler Mitglied des Abgeordnetenhauses des Österreichischen Reichsrats aus der dritten Kurie im Bezirk Teschen. 1885 wurde der Teschener Marktplatz nach ihm in Demelplatz umbenannt. Er starb an einem Herzinfarkt in Troppau und wurde auf dem Kommunalen Friedhof in Teschen begraben.
Johann Demel von Elswehr war der Vater des Ägyptologen Hans Demel, sowie von Leonard Demel von Elswehr, künftigen Bürgermeisters von Teschen und Mitglieds des Abgeordnetenhauses des Österreichischen Reichsrats aus dem Wahlbezirk Schlesien 4 in den Jahren 1907 bis 1918. Sein Bruder, Benjamin Demel, war Bürgermeister in Kroměříž.